# Carpotroche pacifica
Carpotroche pacifica är en tvåhjärtbladig växtart som först beskrevs av José Cuatrecasas, och fick sitt nu gällande namn av José Cuatrecasas. Carpotroche pacifica ingår i släktet Carpotroche och familjen Achariaceae. Inga underarter finns listade i Catalogue of Life.